# Blu-ray Ultra HD
Le disque Blu-ray Ultra HD (abréviation BD UHD) ou Blu-ray 4K est un format de disque numérique breveté commercialisé à partir de 2016 et  permettant de stocker et restituer des vidéogrammes en Ultra Haute Définition, sans support de la stéréoscopie.
Ce standard a été révélé le 5 septembre 2014 par la Blu-ray Disc Association (en) et annoncé comme finalisé le 12 mai 2015. Les premiers disques Blu-ray UHD étaient attendus pour la période des fêtes 2015, mais sortiront finalement le 1er mars 2016.
Ce format n'a pas d'encodage régional, il est donc possible de lire n'importe quel disque Blu-ray Ultra HD sur n'importe quel lecteur compatible, partout dans le monde.
Les disques Blu-ray Ultra HD sont équipés du système de gestion des droits numériques AACS en version 2.

## Spécifications
Le standard Blu-ray Ultra HD supporte , :
- une définition d'image jusqu'à l'Ultra HD (soit 3840 x 2160 pixels) à une fréquence de 60 images par seconde
- le High Dynamic Range (HDR)
- l'espace colorimétrique Rec. 2020

L'encodage vidéo se fait au travers de la norme High Efficiency Video Coding (HEVC ou H.265)
La spécification propose trois capacités de disques, chacune proposant leur propre débit , :
- 50 Go, avec un débit de 82 Mbit/s
- 66 Go, avec un débit de 108 Mbit/s
- 100 Go, avec un débit de 128 Mbit/s

## Enregistreurs et consoles de jeux
Les consoles Xbox One X, Xbox Series X et PS5 sont les premières consoles de jeux à avoir un lecteur Blu-ray 4K.